# Ogovea grossa
Ogovea grossa is een hooiwagen uit de familie Ogoveidae.